# Autoroute A3 (Luxembourg)
Pour les articles homonymes, voir Autoroute A3.
L'autoroute A3 (luxembourgeois : Autobunn A3), appelée aussi autoroute de Dudelange, est une autoroute qui relie Luxembourg à la France. Elle débute à Howald au rond-point Glück, dans le prolongement de la voie rapide B3 (luxembourgeois : Autobunn B3) au sud de Luxembourg, et se termine à Zoufftgen où elle passe la frontière française et rejoint l'autoroute française A31.

## Historique
Le premier tronçon mis en service en 1978 est celui entre la croix de Gasperich et l'échangeur de Dudelange afin de délester la route nationale 3. Trois ans plus tard, en 1981, elle est complétée par l'ouverture du tronçon jusqu'à la frontière franco-luxembourgeoise et son raccordement à l'autoroute française A31.

## Description

### Caractéristiques
L'autoroute A3 relie, dans le prolongement de la voie express (autobunn) B3, le rond-point Glück, au sud de Luxembourg, à la frontière avec la France et à l'autoroute française A31 vers Thionville et Metz au sud. Administrée par l'administration des ponts et chaussées, sa longueur est de 11,318 km et constitue une partie de la route européenne 29 (E29) entre la croix de Gasperich (bifurcation avec les autoroutes A1 et A6) et la croix de Bettembourg (bifurcation avec l'autoroute A13) et de la route européenne 25 (E25) sur toute sa longueur.
Il s’agit de la liaison routière principale entre la France et le Luxembourg, et un des tronçons les plus chargés d’Europe[réf. nécessaire](avec l’A31 qu’elle prolonge) en raison de plusieurs facteurs :
- c’est la principale voie empruntée par les nombreux travailleurs frontaliers français qui se rendent quotidiennement au Luxembourg ;
- elle est sur l’itinéraire principal emprunté par les vacanciers et transporteurs qui se rendent du Nord au Sud de l’Europe et vice-versa.

L'aire de Berchem (entre la croix de Gasperich et la sortie Livange) dispose de la plus grande station-service d'Europe et la plus grande du groupe Shell.

### Sorties
|   | Dénomination                            | Destinations                                               | BK   |
| - | --------------------------------------- | ---------------------------------------------------------- | ---- |
|   | Fin de l'autoroute, prolongée par la B3 | Luxembourg                                                 | 0,0  |
| 1 | Hesperange 231                          | Hesperange, Cessange                                       | 0,3  |
|   | Croix de Gasperich                      | Autoroute Arlon − Luxembourg Autoroute Luxembourg − Trèves | 1,2  |
|   | Aire de Berchem                         |                                                            | 5,4  |
| 2 | Livange                                 | Livange, Bettembourg                                       | 6,6  |
|   | Croix de Bettembourg                    | Colletrice du Sud Liaison avec la Sarre                    | 10,6 |
| 3 | Dudelange 161                           | Dudelange                                                  | 12,0 |
|   | Frontière française                     | Thionville, Metz                                           | 13,3 |

### Ouvrages d'art
L'autoroute ne compte pas d'ouvrages d'art remarquables.

## Galerie d'images

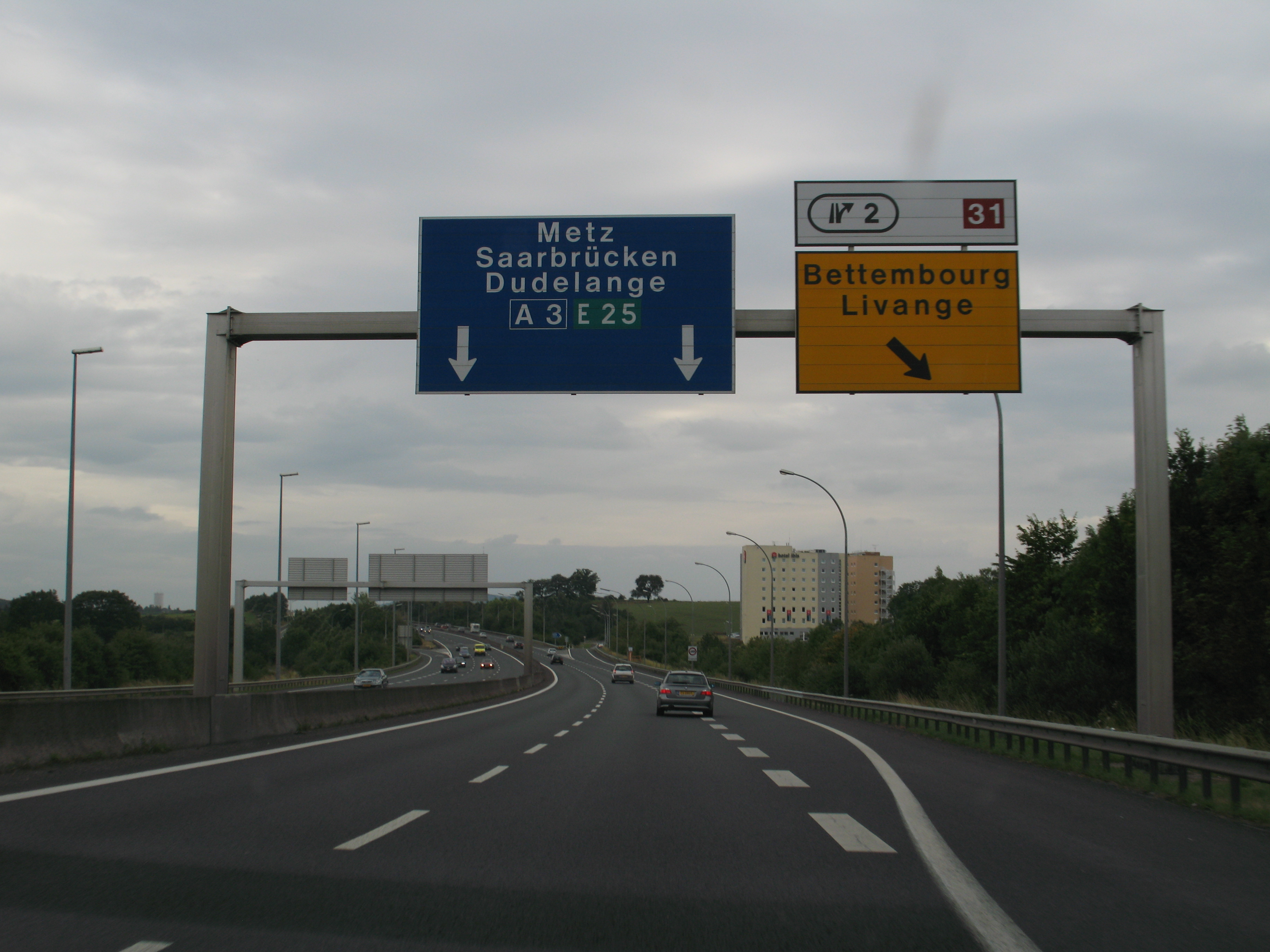
L'A3 en direction de la frontière française à l'échangeur de Livange.
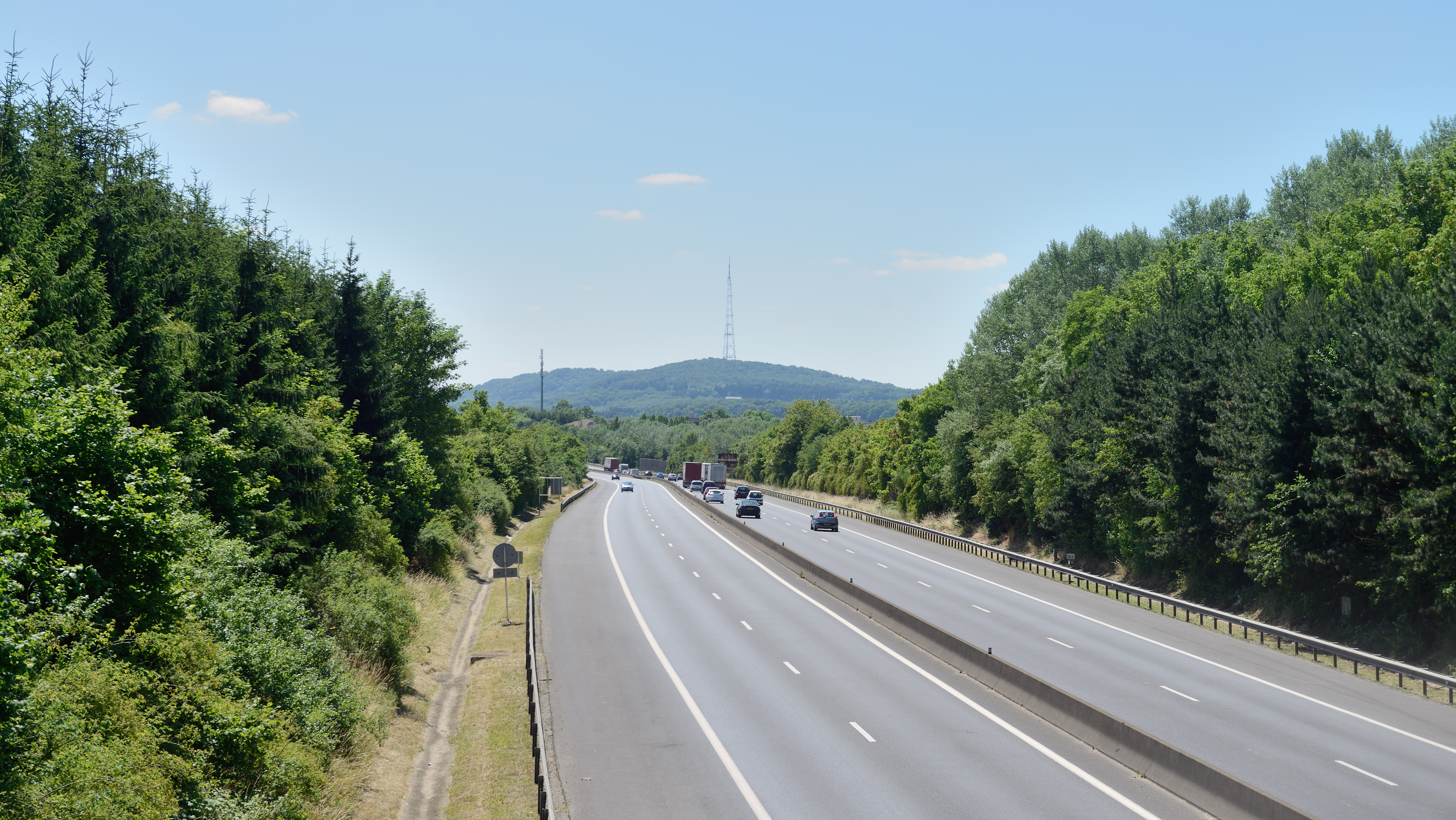
Prise de l'autoroute prise au niveau de Bettembourg, on peut apercevoir l'émetteur de Dudelange au loin.